# Santo Dias
Santo Dias da Silva (Terra Roxa, 22 de fevereiro de 1942 – São Paulo, 30 de outubro de 1979) foi um operário metalúrgico brasileiro e membro da Pastoral Operária. Foi morto pela Polícia Militar quando comandava um piquete de greve.

## As origens
Os seus pais, Jesus Dias da Silva e Laura Amâncio Vieira, tinham mais sete filhos, além de Santo. Durante 40 anos, trabalharam como meeiros em diversas fazendas na mesma região.

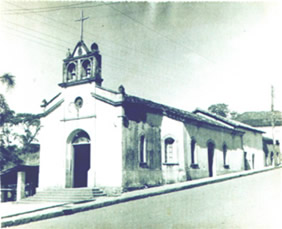
Igreja N. S. Aparecida (Terra Roxa-SP), frequentada por Santo Dias

Católico desde a adolescência, Santo participava das atividades religiosas em sua terra natal, sendo membro da Legião de Maria. A movimentação social da década de 1960 influenciou sua atitude e a de muitos outros trabalhadores rurais. Entre 1960 e 1961, junto com outros empregados da Fazenda Guanabara, participou de um movimento por melhores condições de trabalho e salário. Por isso, sua família foi expulsa da colônia em que morava e passou a morar na cidade, numa casa alugada.
O pais e os irmãos continuaram a trabalhar na roça, como boias-frias. Santo resolveu procurar outras oportunidades e foi morar em Santo Amaro, na Zona Sul de São Paulo, área de grande concentração industrial. Ali, conseguiu trabalho como ajudante geral na Metal Leve, empresa de componentes metalúrgicos.

## O movimento operário e a Igreja Católica
No início da década de 1960, o movimento operário lutava por aumentos salariais e pelo 13º salário. Ainda sem muita clareza política, Santo participava do movimento. Em 1965, conhecedor da intervenção no sindicato de sua categoria, iniciou sua atuação no grupo que formava a Oposição Sindical Metalúrgica de São Paulo (OSM-SP). Em 1967, para concorrer nas eleições para a direção sindical, a OSM lançou a Chapa Verde, encabeçada pelo militante cristão Waldemar Rossi, onde também participava da Frente Nacional dos Trabalhadores, organização parassindical ligada à Igreja Católica que precedeu a Pastoral Operária.
Ainda na década de 1960, a Igreja Católica começava a discutir os ensinamentos do Papa João XXIII e um novo modo de organizar o laicato dentro de sua estrutura. São os primeiros passos para as Comunidades Eclesiais de Base (CEBs), fundamentadas no que se denominou depois Teologia da Libertação. Elas se multiplicam com a posse, em 22 de outubro de 1970, do novo cardeal arcebispo de São Paulo, D. Paulo Evaristo Arns. Além de incentivar a organização da população em comunidades, havia linhas pastorais que iam ao encontro das necessidades sociais daquela época: direitos humanos, saúde, etc.
A atuação de Santo Dias não se ateve ao movimento operário - uma característica constante das novas lideranças surgidas na Capital, durante a ditadura militar. Tornou-se líder comunitário do bairro da Vila Remo, onde morava com a esposa e um casal de filhos. Além de representante comunitário do bairro, era membro ativo das CEBs e dos movimentos de bairro que surgiram da ação desses grupos: lutas por transportes, escolas e melhorias nas vilas de trabalhadores. Era membro da Pastoral Operária de São Paulo, ligada à Confederação Nacional dos Bispos do Brasil, e tornou-se amigo do cardeal Arns. Participou das coordenações do Movimento do Custo de Vida, entre 1973 e 1978, ao lado de sua mulher, Ana Maria do Carmo, liderança feminina expressiva entre os clubes de mães.
Em dezembro de 1968, fora promulgado o AI-5. Em 1969, com a morte do presidente Costa e Silva, assume o poder uma junta militar que governou o Brasil entre 31 de agosto e 30 de setembro. O general Emílio Garrastazu Médici, chefe do Serviço Nacional de Informações é escolhido para ser o novo presidente. A repressão política se intensifica, com muitas prisões e “desaparecimentos”. O movimento operário reflui.
A direção do Sindicato de Metalúrgicos de São Paulo era considerada pelega e, apesar do arrocho salarial, seguia os ditames do Ministério do Trabalho, com a proibição de greves e outras formas de organização operária. Sem a estrutura do sindicato apoiando seus movimentos, os trabalhadores iniciaram movimentos nos bairros e ao mesmo tempo, pequenos grupos no interior das empresas - as comissões de fábricas. Incentivadas pela Oposição Sindical Metalúrgica, as comissões iniciaram lutas pontuais por melhoria das condições de trabalho, com cursos de formação de lideranças realizados principalmente nas igrejas, pois a repressão política era muito grande.

## Os anos 1970
Em  1974, assume a Presidência da República o general Ernesto Geisel, já no final do “milagre econômico”, trazendo uma proposta de "distensão política lenta, gradual e segura". Em 1975, o jornalista Vladimir Herzog, diretor de Jornalismo da TV Cultura, preso nas dependências do DOI/CODI de São Paulo, acusado de ter ligações com o PCB, aparece morto em sua cela. A versão oficial foi de suicídio. Menos de três meses depois, em 16 de janeiro de 1976, o metalúrgico Manoel Fiel Filho é preso por policiais do DOI/CODI na empresa onde trabalhava, acusado de pertencer ao PCB e de distribuir Voz Operária, o jornal do partido. No dia seguinte, a família é avisada que ele estava morto. A explicação oficial era a mesma: suicídio.
Em São Bernardo, no dia 12 de maio de 1978, os metalúrgicos da Scania-Vabis param, reivindicando 21% de aumento salarial. No dia 29 de maio, a Toshiba, em São Paulo, também paralisa a sua produção. Um dos integrantes da comissão da Toshiba era Anísio Batista, que, junto com Santo Dias, encabeça a chapa de oposição, nas eleições sindicais de 1978. Eram duas lideranças novas, reconhecidas pelo forte trabalho de base que realizavam nas fábricas.
Às vésperas da eleição, Santo é demitido da Metal Leve, onde era inspetor de qualidade. Ajudado por amigos, consegue emprego na Alfa Fogões, no Brás, na Zona Norte. Concorre às eleições sindicais, mas a Oposição Sindical Metalúrgica (OSM) foi é derrotada. A OSM denuncia as fraudes grosseiras ocorridas durante a eleição, o que deveria tornar obrigatória a realização de novas eleições em 15 dias. Mas Joaquim Santos Andrade vai a Brasília encontrar-se com o então Ministro do Trabalho, Arnaldo Prieto, que garante a sua posse.
Em agosto de 1979, depois de vários anos de campanha pela anistia aos presos políticos, banidos e perseguidos pelo regime, o governo edita a Lei de Anistia, estendendo-a também aos torturadores e participantes do aparato repressivo. Em março, a Oposição Sindical Metalúrgica de São Paulo (OSM) faz seu primeiro congresso, definindo como princípios de sua atividade a formação de uma frente sindical para lutar pela mudança da estrutura dos sindicatos, que, entendiam, deveriam ser independentes do Estado e organizados a partir das comissões de fábrica. Santo Dias participa desse processo. De 31 de maio a 2 de setembro, o 1º Congresso da Mulher Metalúrgica reforça as teses da OSM. Em outubro, os metalúrgicos começariam uma nova campanha salarial. Dessa vez, a reivindicação era 83% de aumento dos salários - e não foi aceita pelos patrões. Uma assembleia com seis mil trabalhadores, realizada na rua do Carmo, decidiu, então, numa sexta-feira, iniciar a greve.

## Morte
No primeiro dia da paralisação, 28 de outubro, as subsedes do sindicato, abertas para abrigar os comandos de greve, foram invadidas pela Polícia Militar, que prendeu mais de 130 pessoas. Sem o apoio do sindicato e com a intensa repressão policial, os metalúrgicos passaram a se reunir na Capela do Socorro, na Zona Sul da cidade de São Paulo - a região de maior concentração de operários da categoria. No dia 30, Santo Dias, como parte do comando de greve, sai da Capela do Socorro, para engrossar um piquete na frente da fábrica Sylvânia e discutir com os operários que entrariam no turno das 14h00.
Viaturas da PM chegam e Santo Dias tenta dialogar com os policiais para libertar um companheiro preso. A polícia agiu com brutalidade e o PM Herculano Leonel atirou em Santo Dias. Ele foi levado pelos policiais para o Pronto Socorro de Santo Amaro, mas já estava morto. O corpo de Santo Dias só não "desapareceu" por conta da coragem de Ana Maria, sua esposa. Ela entrou no carro que transportava seu corpo para o Instituto Médico Legal, apesar de abalada emocionalmente, e mesmo pressionada pelos policiais a descer, não cedeu.
Divulgada a notícia de sua morte pelos vários meios de comunicação, seu corpo seguiu para o velório na Igreja da Consolação. No dia 31 de outubro, 30 mil pessoas saíram às ruas da Capital para acompanhar o enterro e protestar contra a morte do líder operário, pelo livre direito de associação sindical e de greve e contra a ditadura.
Em 8 de abril de 1982, o policial militar Herculano Leonel, autor do disparo que matou Santo Dias, é condenado a seis anos de prisão pelo Conselho de Sentença da Primeira Auditoria Militar do Estado de São Paulo. A sentença é anunciada depois de mais de 20 horas de julgamento. Mas, em 16 de dezembro de 1983, pouco mais de um ano após a condenação, o Tribunal de Justiça Militar do Estado de São Paulo decreta a absolvição do policial, em decisão unânime. Assim, o caso foi encerrado, não cabendo recurso.

## Repercussão e homenagens
O filme Eles não Usam Black-tie (1981), de Leon Hirszman, baseado em peça teatral homônima de 1958, escrita por Gianfrancesco Guarnieri e protagonizado pelo próprio Guarnieri, foi produzido pouco depois do episódio da greve em São Paulo e da morte de Santo Dias da Silva. O contexto de luta pelo fim da ditadura nas décadas de 1970 e 1980 fez coincidir, no roteiro do filme, que Milton Gonçalves, no papel de Bráulio, recebesse o tiro fatal tal qual Santo: em meio ao enfrentamento do piquete de grevistas com a polícia militar paulista.
Os trabalhadores se uniram em uma grande mobilização para protestar contra o assassinato de Dias, que se tornou mártir da luta operária. Seu nome foi dado a ruas, parques, pontes e, também, para o Centro Santo Dias de Defesa dos Direitos Humanos da Arquidiocese de São Paulo. A Assembleia Legislativa de São Paulo criou o Prêmio Santo Dias de Direitos Humanos.
Hoje, existe uma placa de homenagem no local em que ele foi morto, na rua Quararibeia (antiga fabrica da Sylvânia, hoje um condomínio residencial), no bairro do Campo Grande, Zona Sul de São Paulo. Todos os anos, no dia de sua morte, familiares e membros da pastoral operaria realizam um ato em sua memoria. O cortejo sai do local da morte e caminha até o Cemitério do Campo Grande, local no qual foi enterrado (cerca de 600m do local), onde existe um memorial em sua homenagem. 